# Duits voetbalkampioenschap 1911/12
1911/12 was het tiende Duitse voetbalkampioenschap ingericht door de DFB. Voor het eerst nam er echt een kampioen deel voor de regio Berlin-Brandenburg. Onder druk van de DFB fuseerden de rivaliserende bonden van Berlijn samen tot één bond, Verband Brandenburgischer Ballspielvereine (VBB). Toch waren er opnieuw twee deelnemers uit Berlijn, de kampioen BFC Preußen en titelverdediger Viktoria 89.
De finale was een heruitgave van die van twee jaar geleden, al trok dit keer Holstein Kiel aan het langste eind. Hiermee won de Noord-Duitse bond voor het eerst een titel.

## Deelnemers aan de eindronde
Na jarenlange concurrentiestrijd verenigden de grote Berlijnse voetbalbonden zich tot de Brandenburgse voetbalbond. Echter had de bond dit jaar evenzeer twee vertegenwoordigers aangezien BTuFC Viktoria titelverdediger was en niet de regionale titel had gewonnen.
| Club                        | Gekwalificeerd als           |
| --------------------------- | ---------------------------- |
| BuEV Danzig                 | Kampioen Noordoost-Duitsland |
| ATV 1896 Liegnitz           | Kampioen Zuidoost-Duitsland  |
| Berliner FC Preußen         | Kampioen Berlijn-Brandenburg |
| Berliner TuFC Viktoria 89   | Titelverdediger              |
| SpVgg 1899 Leipzig-Lindenau | Kampioen Midden-Duitsland    |
| Kieler FV Holstein 1902     | Kampioen Noord-Duitsland     |
| Cölner BC 01                | Kampioen West-Duitsland      |
| Karlsruher FV               | Kampioen Zuid-Duitsland      |

## Eindronde

### Kwartfinale
| Datum      | Teams                       | Teams | Teams                     | Uitslag   | Stadion                       |
| 5 mei 1912 | BuEV Danzig                 | –     | Berliner TuFC Viktoria 89 | 0:7 (0:3) | Danzig, Heinrich-Ehlers-Platz |
| 5 mei 1912 | SpVgg 1899 Leipzig-Lindenau | –     | ATV 1896 Liegnitz         | 3:2 (1:0) | Dresden, Dresdensia-Platz     |
| 5 mei 1912 | FV Holstein Kiel            | –     | Berliner FC Preußen       | 2:1 (0:1) | Hamburg, Sportplatz Hoheluft  |
| 5 mei 1912 | Cölner BC 01                | –     | Karlsruher FV             | 1:8 (0:3) | Mönchengladbach, FC-Platz     |

Met een loepzuivere hattrick bracht Erich Arndt Viktoria 0-3 voor. In de tweede helft scoorden Paul Kugler, Schiepe en Willi Worpitzky (2x) nog. 
Leipzig kwam in de 28ste minuut voor en leidde aan de rust, maar Liegnitz maakte kort daarna gelijk. Na een doelpunt van Ferdinand Mückenheim in de 53ste minuut kwam Leipzig weer op voorsprong en na een strafschop van Otto Hofmann in de 69ste minuut liep de club verder uit. In de 84ste minuut maakte Liegnitz nog de aansluitingstreffer. 
BFC Preußen kwam na een half uur op voorsprong na een goal van Robert Krüger en leek lange tijd op weg naar de zege, maar in de 84ste minuut maakte Willi Fick de gelijkmaker en drie minuten later David Binder het winnende doelpunt voor Kiel.
KFV bracht Cölner BC naar de slachtbank. Fritz Förderer maakte drie doelpunten, Gottfried Fuchs twee en Fritz Tscherter, Max Breunig en Julius Hirsch allen één doelpunt. Zelfs het enige doelpunt dat voor de Keulenaren geteld werd kwam uit Karlsruhe toen Hermann Bosch in de 69ste minuut een eigen doelpunt maakte.

### Halve finale
| Datum       | Teams                     | Teams | Teams                       | Uitslag                  | Stadion                          |
| 19 mei 1912 | Berliner TuFC Viktoria 89 | –     | FV Holstein Kiel            | 1:2 n.v. (0:0, 0:0, 1:1) | Berlijn, Platz des 1. FC Union   |
| 19 mei 1912 | Karlsruher FV             | –     | SpVgg 1899 Leipzig-Lindenau | 3:1 (2:0)                | Frankfurt am Main, Platz des FFV |

Na negentig minuten stond het nog steeds 0-0. In de 106de minuut bracht David Binder Kiel op voorsprong, maar amper een minuut later maakte doelman Adolf Werner een eigen doelpunt en stond het terug gelijk. In de 129ste minuut scoorde David Binder dan het winnende doelpunt.
KFV speelde zonder de gekwetste Fusch, maar stond aan de rust wel al 2-0 voor dankzij twee doelpunten van Förderer. Otto Hofmann maakte via de een strafschop de aansluitingstreffer voor Leipzig, maar in de 70ste minuut legde Förderer de 3-1 eindstand vast. 

### Finale
| Datum       | Teams            | Teams | Teams         | Uitslag   | Stadion                      |
| 26 mei 1912 | FV Holstein Kiel | –     | Karlsruher FV | 1:0 (0:0) | Hamburg, Sportplatz Hoheluft |

De finale voor 9.000 toeschouwers was een heruitgave van de finale van 1910. In de 52ste minuut kwam Willi Fick ten val in het strafschopgebied en Ernst Möller zette deze om. Na de voorsprong verdedigde Kiel goed en KFV kwam niet meer langszij waardoor de titel binnen was voor de Noord-Duitsers.

## Topschutters
|    | Speler         | Club                      | Goals                   |
| -- | -------------- | ------------------------- | ----------------------- |
| 1. | Fritz Förderer | Karlsruher FV             | 6                       |
| 2. | Erich Arndt    | Berliner TuFC Viktoria 89 | 3 (in twee wedstrijden) |
| 3. | David Binder   | FV Holstein Kiel          | 3 (in drie wedstrijden) |